# Xã Burnside, Quận Clearfield, Pennsylvania
Xã Burnside (tiếng Anh: Burnside Township) là một xã thuộc quận Clearfield, tiểu bang Pennsylvania, Hoa Kỳ. Năm 2010, dân số của xã này là 1.076 người.